# 三輝みきこ
三輝 みきこ（みき みきこ、1961年7月9日  - ）は、日本の女優、声優。本名、木村 光輝子。別芸名は三輝 祐子（みき ゆうこ）。

## 来歴・人物
東京都出身。東邦音楽大学附属東邦高等学校卒業。劇団青年座所属。
特技は、ピアノ、水泳、声楽、日舞。

## 出演作品

### テレビドラマ
- 藤子不二雄の夢カメラ
- 東映不思議コメディーシリーズ
  - 勝手に!カミタマン 第20話
  - もりもりぼっくん 第29話
  - おもいっきり探偵団 覇悪怒組 第38話「ロマンスは甘き香り」 - 八百屋の客
  - じゃあまん探偵団 魔隣組
    - 第12話
    - 第28話

  - 探偵団スペシャル 魔隣組対覇悪怒組 (ジゴマvs魔天郎)
- 花のあすか組! 第14話「みちゃった!!」 - 蘭塾教官・ドラゴン
- 中学生日記
- スーパー戦隊シリーズ
  - 鳥人戦隊ジェットマン - 小田切長官（小田切綾） 役
  - 五星戦隊ダイレンジャー - コウの母 役
  - 超力戦隊オーレンジャー 第29話「踊る!侵略塾!!」 - マサオの母 役
- ガラスの仮面 第9話「切なすぎる初恋…誰かが私を狙ってる!?」（1997年9月1日、テレビ朝日）
- 天国に一番近い男
- 金田一少年の事件簿 雪夜叉伝説殺人事件（スペシャル） - 綾辻の母親 役
- テツワン探偵ロボタック 第5話「怪盗チェリー現る!!」 - サクラ
- 世にも奇妙な物語 「いいかげん」
- 浅見光彦シリーズ
- 人恋橋・幽霊殺し
- カードGメン・小早川茜1（2000年） - 高瀬ユミ 役
- 指名手配4（2001年) - 高田順子 役
- 女タクシードライバーの事件日誌
- 相棒season11 第15話「同窓会」（2013年） - 真鍋恭子 役
- 私は代行屋!3（2014年） - 向井景子 役
- 夏樹静子サスペンス　逆転弁護士ヤブハラ 証言拒否（2015年） - 榊裁判長 役
- 白衣の戦士!（2019年） ‐ 水野信彦の母 役
- おかしな刑事25（2020年） - 成田忍 役

### 映画
- 釣りバカ日誌（秘書）
- 美味しい女たち（受付嬢B）
- 地雷を踏んだらサヨウナラ（一ノ瀬紀子）

### テレビアニメ
- 名探偵コナン（1997年、堀田文子、米原晃子）

### ビデオ映画
- サイレントメビウス幕末闇婦始末記（1993年、与謝乃羅織）

### 吹き替え
- 猿の大陸（カサンドラ）
- スターゲイト SG-1（ジャネット・フレイザー）
- 捜査官クリーガン（ジュリー、コンピューターの声）

### 舞台
- ザ・パイロット（売春婦役）

### テレビドキュメンタリー
- 知られざる世界（リポーター）